# Altmittweida
Altmittweida je obec lesně lánového typu v zemském okrese Střední Sasko v německé spolkové zemi Sasko. Nachází se asi kilometr jižně od města Mittweida a má přibližně 1 900 obyvatel.

## Geografie
Okolními obcemi jsou Lichtenau, Claußnitz, Königshain-Wiederau a město Mittweida.

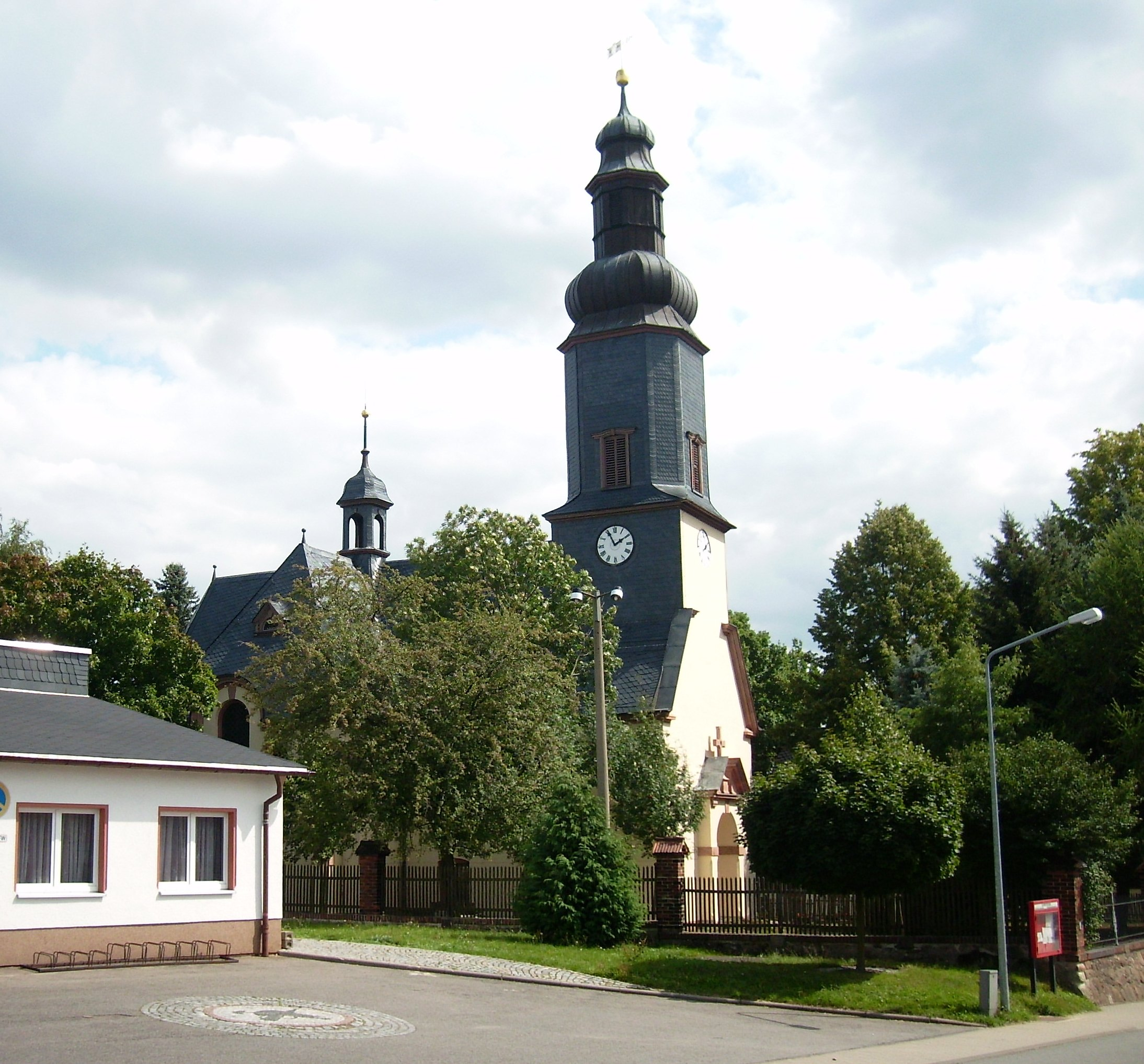
Kostel

## Historie
Obec dlouhého lesnicko-rolnického typu Altmittweida byla založena po roce 1160. Název odkazuje na uspořádání ve středu (lesních) pastvin (Wald-Weide). Přídavek Alt- (Starý) byl nutný, když bylo o něco později založeno město Mittweida.

### Kostel
Barokní kostel byl postaven v roce 1739 poté, kdy předchozí kostel vyhořel. Koruna věže byla dokončena v roce 1743.

### Populační vývoj
3. října 1990 měla Altmittweida 1 937 obyvatel.
Následující údaje o počtu obyvatel se vztahují vždy k 31. prosinci předcházejícího roku:
| Rok  | Obyvatelé |
| ---- | --------- |
| 1998 | 2 218     |
| 1999 | 2 228     |
| 2000 | 2 199     |
| 2001 | 2 171     |
| 2002 | 2 159     |

| Rok  | Obyvatelé |
| ---- | --------- |
| 2003 | 2 146     |
| 2004 | 2 132     |
| 2005 | 2 100     |
| 2006 | 2 077     |
| 2007 | 2 081     |

| Rok  | Obyvatelé |
| ---- | --------- |
| 2012 | 1 989     |
| 2013 | 1 961     |

## Politika

### Městská rada
Od místních voleb do městské rady, které se konaly 25. května 2014, je 14 míst v této radě rozděleno následujícím způsobem mezi jednotlivé politické strany:
- CDU: 10 míst
- LINKE: 2 místa
- FDP: 1 místo
- SPD: 1 místo

## Hospodářství a infrastruktura

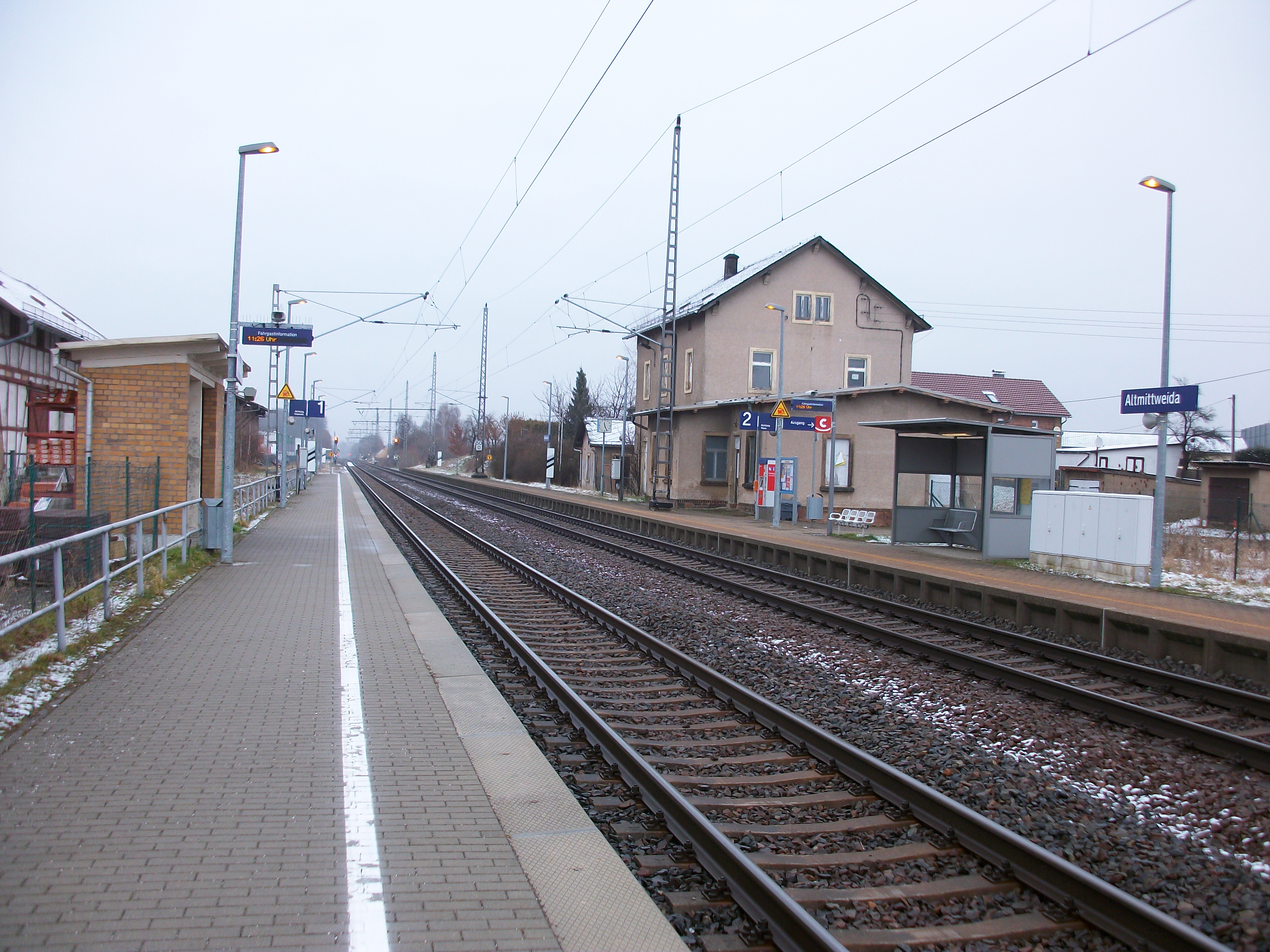
Zastávka Altmittweida (2016)

## Osobnosti
- Werner Krenkel (1926-2015), filolog
- Manfred Grätz (* 1935), generálporučík, zástupce ministra národní obrany NDR a náčelníka hlavního štábu Národní lidové armády